# مقاطعة أشيغاراكامي (كاناغاوا)
أشيغاراكامي (باليابانية: 足柄上郡 أشيغاراكامي-غون) هي مقاطعة يابانية تقع في محافظة كاناغاوا، اليابان. تبلغ مساحتها 303.44 كم مربع، وبلغ تعداد سكان المقاطعة في عام 2008 67,990 نسمة، وكثافة السكان 224 نسمة لكل كم مربع.

## البلدات والقرى
- كايسي
- ماتسودا
- ناكاي
- أوي
- ياماكيتا